# Citgar (metropolitana di Teheran)
La stazione di Citgar è una stazione della Linea 5 della metropolitana di Teheran ed è stata aperta nel 2005.
Si trova a nord dell'autostrada Teheran-Karaj, vicino al Parco Chitgar. È compresa tra le stazioni di Varzeshgah-e Azadi e Iran Khodro della linea 5.
È collegata con linee di autobus.